# Irshad-e Naswan
Irshad-e Naswan (en darí: ارشاد نسوان‎, fue una revista femenina publicada en Afganistán en 1921, siendo la primera revista femenina del país.

## Historia
Fue fundada por la reina Soraya Tarzi. Formaba parte del proyecto de modernización de los reyes para la sociedad afgana. Esta política incluía la emancipación de las mujeres. Tanto la revista Irshad-e Naswan como la primera asociación de mujeres Anjuman-i Himayat-i-Niswan fueron creadas para apoyar el feminismo estatal.
La revista se publicaba semanalmente e incluía artículos «sobre los derechos de la mujer, el cuidado de los niños, la economía doméstica y la etiqueta»,temas sociales, políticos e internacionales, derechos de la mujer, pero también moda y consejos domésticos. Se ocupó de temas relacionados con la mujer y la reforma desempeñando un papel pionero en la historia de la mujer en Afganistán. Ha sido descrito como el primer periódico que ilustró a las mujeres afganas.
Fue editada por la madre de la reina, Asma Rasmya, que se convirtió así en la primera mujer editora de Afganistán. La reina Soraya colaboró ocasionalmente en ella.
El rey Amanulá Khan y la reina Soraya Tarzi fueron depuestos en 1929. Tras su destitución, su sucesor, Habibulá Kalakani, emprendió una dura represión de los derechos de la mujer. Se prohibió tanto la asociación Anjuman-i Himayat-i-Niswan como la revista Irshad-e Naswan. Además se cerraron las escuelas para niñas y las estudiantes a las que se había permitido estudiar en Turquía fueron obligadas a volver a Afganistán y a ponerse el velo, volviendo de nuevo al purdah.